# Axel Kromer
Axel Kromer (* 10. Januar 1977 in Ludwigsburg) ist ein ehemaliger deutscher Handballspieler, der in der Bundesliga und 2. Bundesliga aktiv war. Weiterhin war er als Handballtrainer und ist derzeit als Handballfunktionär tätig.

## Karriere
Kromer spielte von 1996 bis 1999 beim TV Kornwestheim, für den er in der 2. Bundesliga und in der Regionalliga auflief. Der Kreisläufer stand ab 2000 beim Zweitligisten VfL Pfullingen unter Vertrag, mit dem er zwei Jahre später in die Bundesliga aufstieg. 2006 verließ er Pfullingen und lief ab 2007 für den Regionalligisten TSG Söflingen auf. Nachdem Kromer 2009 seine Karriere beendet hatte, half er ab November 2011 beim Landesligisten Spvgg Mössingen aus.
Kromer war ab 2001 als Auswahltrainer beim Handballverband Württemberg tätig, wo er seit 2009 als Landestrainer tätig ist. Ebenfalls 2009 übernahm er zusätzlich das Traineramt des Regionalligisten SG H2Ku Herrenberg. Unter seiner Leitung stieg die Mannschaft 2010 in die 2. Bundesliga auf. 2012 beendete er diese Tätigkeit und wechselte zum DHB, wo er seit 2012 das Co-Traineramt der Juniorennationalmannschaft innehat. Zwei Jahre später übernahm er zusätzlich das Co-Traineramt der deutschen Nationalmannschaft. Im Juli 2015 beendete Kromer seine Tätigkeit beim Handballverband Württemberg und übernahm beim DHB den Posten des hauptamtlichen Nachwuchskoordinators. Am 31. Januar 2016 wurde er als Co-Trainer mit der deutschen Nationalmannschaft Europameister. Im Frühling 2017 beendete er seine Trainertätigkeiten beim DHB. Kromer ist seit dem 1. Dezember 2017 als Sportdirektor beim DHB tätig. Seit der beim Bundestag des Deutschen Handballbundes im Oktober 2017 beschlossenen Strukturreform ist Kromer Vorstand Sport des Verbandes. Im Mai 2024 gab der DHB bekannt, Kromers zum Jahresende auslaufenden Vertrag nicht zu verlängern. Seit Februar 2025 ist er Geschäftsführer beim deutschen Verein HBW Balingen-Weilstetten.